# Algo que decir (álbum)
Algo que decir es el cuarto álbum del cantante argentino Alejandro Lerner,

## Canciones
1. Algo que decir
2. Confesiones frente al espejo
3. Ta pum pum
4. Si pudiera te diría que te quiero
5. Como será ser moderno
6. No dejes que se apague la luz
7. Por tantas cosas
8. Y si pienso
9. En silencio